# Büsum
Büsum é um município da Alemanha localizado no distrito de Dithmarschen, estado da Schleswig-Holstein. É membro e sede do Amt de Büsum-Wesselburen.
Até 25 de maio de 2008, Büsum foi membro e sede do antigo Amt Kirchspielslandgemeinde Büsum.